# Coppa Sabatini 2018
La Coppa Sabatini 2018, sessantaseiesima edizione della corsa e valevole come evento dell'UCI Europe Tour 2018 e della Ciclismo Cup 2018 categoria 1.1, si svolse il 20 settembre 2018 su un percorso di 201,8 km, con partenza e arrivo a Peccioli, in Italia. La vittoria fu appannaggio dello spagnolo Juan José Lobato, il quale completò il percorso in 4h41'40", alla media di 42,99 km/h, precedendo gli italiani Sonny Colbrelli e Gianni Moscon.
Sul traguardo di Peccioli 112 ciclisti, su 146 partenti, portarono a termine la competizione.

## Squadre e corridori partecipanti
| N.      | Cod. | Squadra                     |
| ------- | ---- | --------------------------- |
| 1-7     | WGG  | Wanty-Groupe Gobert         |
| 11-17   | ITA  | Italia                      |
| 21-27   | TBM  | Bahrain-Merida              |
| 31-37   | ALM  | AG2R La Mondiale            |
| 41-47   | DDD  | Team Dimension Data         |
| 51-57   | GFC  | Groupama-FDJ                |
| 61-67   | MOV  | Movistar Team               |
| 71-77   | SKY  | Team Sky                    |
| 81-87   | UAD  | UAE Team Emirates           |
| 91-97   | ANS  | Androni Giocattoli-Sidermec |
| 101-107 | BRD  | Bardiani CSF                |

| N.      | Cod. | Squadra                         |
| ------- | ---- | ------------------------------- |
| 111-117 | NIP  | Nippo-Vini Fantini-Europa Ovini |
| 121-127 | WIL  | Wilier Triestina-Selle Italia   |
| 131-137 | DMP  | Delko Marseille Provence KTM    |
| 141-147 | FST  | Team Fortuneo-Samsic            |
| 151-157 | CJR  | Caja Rural-Seguros RGA          |
| 161-167 | COF  | Cofidis, Solutions Crédits      |
| 171-177 | GAZ  | Gazprom-RusVelo                 |
| 181-187 | ICA  | Israel Cycling Academy          |
| 191-197 | SMV  | Sangemini-MG.K Vis-Vega         |
| 201-207 | AZT  | d'Amico Utensilnord             |

## Ordine d'arrivo (Top 10)
| Pos. | Corridore         | Squadra      | Tempo    |
| ---- | ----------------- | ------------ | -------- |
| 1    | Juan José Lobato  | Nippo        | 4h41'40" |
| 2    | Sonny Colbrelli   | Bahrain-Mer. | s.t.     |
| 3    | Gianni Moscon     | Sky          | s.t.     |
| 4    | Marco Canola      | Nippo        | s.t.     |
| 5    | Alexis Vuillermoz | AG2R         | s.t.     |
| 6    | Francesco Gavazzi | Androni      | s.t.     |
| 7    | Julien Simon      | Cofidis      | s.t.     |
| 8    | Dion Smith        | Wanty        | s.t.     |
| 9    | Benoît Cosnefroy  | AG2R         | s.t.     |
| 10   | Warren Barguil    | Fortuneo     | s.t.     |